# 슈말칼트 신조

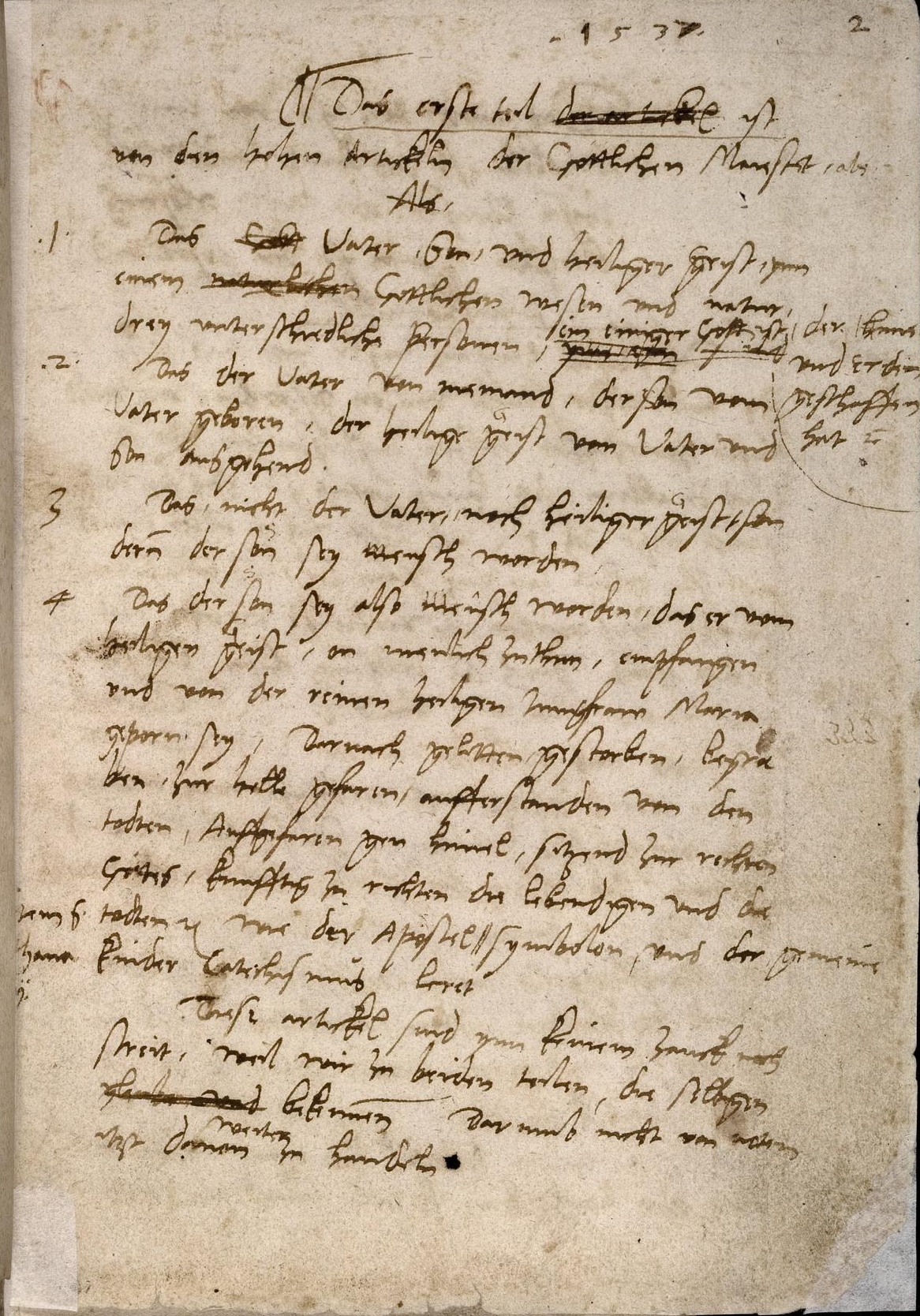

슈말칼트 신조(Smalcald Articles , Schmalkald Articles)은 1537년 독일의 마르틴 루터가 교회연합회의를 준비하는 가운데 슈말칼트 동맹회의를 위하여 루터란 교리를 요약하여 작성한 신조이다.

## 내용
이 신조는 크게 세부분으로 나뉜다.
첫째, 사도신경과 아타나시우스 신경을 네 가지로 나누어 간략하게 소개한다. 하나님의 통일성, 삼위일체, 성육신, 그리스도를 다루고 있는데, 그는 이 부분에 대해서 로마 가톨릭교회와 동일시하였다.
둘째, 이 부분은 핵심사항으로 그리스도의 사역과 직분, 특히 우리의 구원에 대한 것으로 가톨릭교리 중 미사, 연옥, 성직자에 대한 기도, 교황제도, 수도원등에 대해 반박한다.
세째, 15개의 항목으로 되어 교황에 대한 전제와 같은 다툼이 될 만한 주제를 다루었다.

## 결과
이 신조는 루터교회를 로마가톨릭교회로부터 분리하는 데 큰 공헌을 하였다.

## 참고 문헌
- Bente, Friedrich. 콩코드에 대한 역사적 소개 . (1921) 재발행. St. Louis : Concordia Publishing House, 1965년. ISBN 0-570-03262-8 ISBN   0-570-03262-8
- Russell, William (1995). 《Luther's Theological Testament: The Schmalkald Articles》. Minneapolis: Fortress Press.